# Rifugio Genova-Figari
Il rifugio Genova-Figari è un rifugio situato nella catena delle Alpi Marittime nel comune di Entracque, in provincia di Cuneo, a 2015 metri di altitudine. Si trova sulla riva del lago del Chiotas ed a poca distanza dal lago Brocan, ai piedi del monte Argentera.

## Storia
Il primo rifugio Genova fu costruito nel 1898 su un promontorio a quota 1915 m s.l.m., posizionato al centro della conca del Chiotas. Consisteva in un  fabbricato in muratura, lunghezza 8,40 m, larghezza 4,10 m, altezza 4,50 m da terra all'imposta del tetto. Diviso in 2 locali, 1 con 10 cuccette adibito a dormitorio, l'altro per sala-cucina. Il sottotetto adibito a stanza per le guide alpine. Costo di realizzazione ca. 3.000 £. Il luogo esatto dove sorgeva il rifugio è la zona del Gias di Monighet. La conca venne allagata negli anni settanta del XX secolo in seguito alla realizzazione delle dighe del Chiotas e di Colle Laura, che crearono l'attuale lago del Chiotas. L'Enel, realizzatrice del progetto, sostituì il vecchio rifugio con l'attuale struttura, che fu inaugurata nel 1981.

## Caratteristiche e informazioni
Il rifugio, di proprietà del CAI sezione Ligure di Genova, sorge sulla riva del lago del Chiotas, a 2015 metri di quota.
Si tratta di una costruzione a tre piani fuori terra più un piano seminterrato, in muratura di pietrame. Il piano seminterrato ospita il locale invernale, dotato di 12 posti letto, stufa e posto cottura. Al piano terra si trovano cucina, sala da pranzo e servizi; il primo piano è costituito da posti letto in camerette, mentre al secondo piano vi sono due dormitori comuni.
Il rifugio è dotato di acqua corrente interna ed esterna ed impianto elettrico. Il riscaldamento è mediante stufa a legna.
Offre servizio di bar, ristorante e alberghetto. La capienza è di 60 posti.
Dal 2007 il rifugio è dotato di collegamento Internet satellitare, realizzato dalla Regione Piemonte nell'ambito del programma Wi-Pie. È stata anche installata una webcam che, nel periodo di apertura, permette di avere una visuale aggiornata ogni 5 minuti sulla conca del Chiotas.

## Accessi
Il modo più semplice per raggiungere il rifugio è quello di partire dal lago della Rovina, a quota 1535 m, raggiungibile in estate con i mezzi motorizzati. Lasciata la macchina, si risale verso il rifugio per un sentiero diretto che risale la testata della valle, fino a raggiungere il bordo della conca del Chiotas, da dove, seguendo le strade di servizio realizzate dall'ENEL per la gestione della diga, si raggiunge il rifugio. Il percorso richiede circa un'ora e mezza.
Il rifugio è raggiungibile anche in inverno, partendo direttamente da Entracque; il tempo di percorrenza stimato in queste condizioni è di circa 8 ore.

## Ascensioni
- monte Argentera, cime Sud (3297 m, difficoltà PD-) e Nord (3286 m, F)
- cima dell'Agnel (2927 m, difficoltà E)
- cima Brocan (3054 m, PD)
- Baus (3067 m, E)
- punta Ciamberline (2792 m, E)
- cima della Valletta Scura (2862 m, E)

## Traversate
- rifugio Soria Ellena (1840 m), per il colle di Finestrelle
- rifugio Morelli-Buzzi (2430 m), per il colle di Chiapous
- rifugio Remondino (2430 m), per il passo di Brocan
- rifugio Cougourde (Francia), per il colle della Rovina (difficoltà EE)

Il rifugio si trova sul percorso rosso della Via Alpina, in particolare sul tracciato della tappa R143 tra il rifugio Morelli-Buzzi ed il rifugio Soria Ellena. È inoltre posto tappa della Grande Traversata delle Alpi, inserito tra le tappe: rifugio Soria Ellena - rifugio Genova-Figari, e rifugio Genova-Figari - Terme di Valdieri.

## Altre attività
Nei pressi del rifugio è presente una palestra d'arrampicata attrezzata; è inoltre possibile praticare il bouldering sui massi prossimi al rifugio stesso.